# Salomé (ópera)

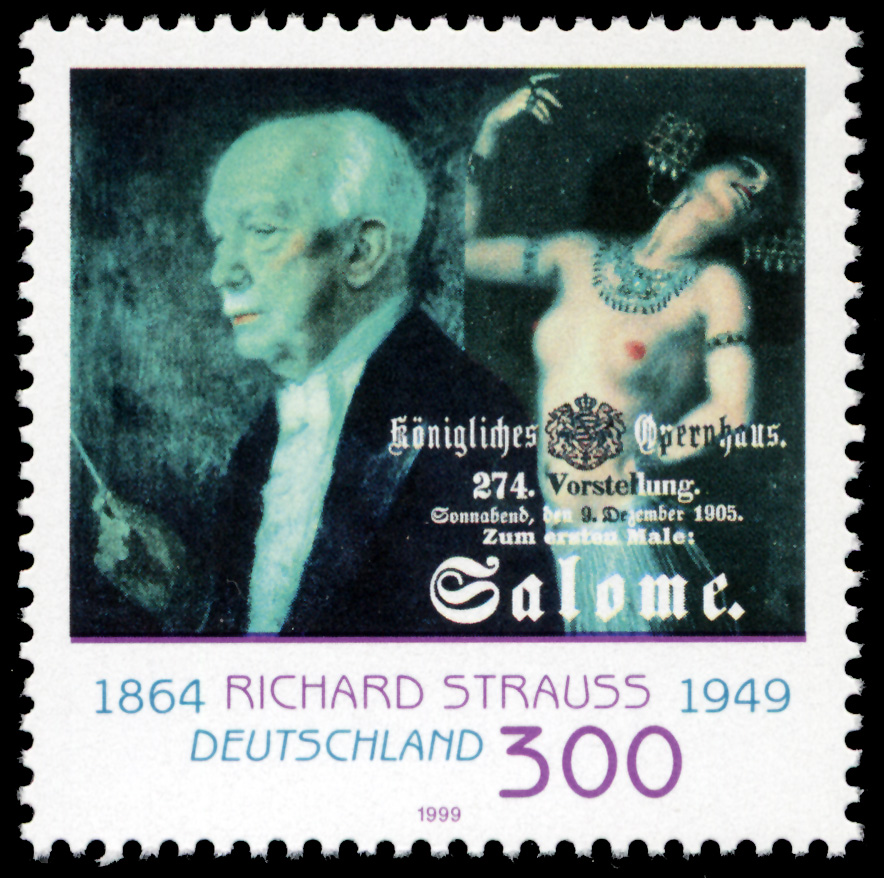
Sello postal alemán conmemorativo de Strauss y Salomé.

Salomé es una ópera en un acto con música de Richard Strauss y libreto en alemán del propio compositor. Fue estrenada el 9 de diciembre de 1905 en la Königliches Opernhaus de Dresde, y prohibida en Viena (hasta 1918), con Ernst von Schuch como director y Marie Wittich en el papel de Salomé. Se basa en la traducción alemana de Hedwig Lachmann de la obra en francés Salomé de Oscar Wilde. Strauss dedicó la ópera a su amigo Sir Edgar Speyer.
La ópera es famosa (en tiempos de su estreno, se consideró infame) por su "danza de los siete velos". Ahora se conoce mejor por la más sorprendente escena final (a menudo una pieza de concierto para sopranos dramáticas), donde Salomé declara su amor a la cabeza cortada de Juan el Bautista.

## Historia

### Composición
Strauss escribió el libreto basándose en el drama homónimo de Oscar Wilde, traducido al alemán por Hedwig Lachmann. Wilde se había inspirado a su vez en el pasaje bíblico del martirio de san Juan Bautista. Oscar Wilde originariamente escribió su Salomé en francés. Strauss vio la obra en la versión de Lachmann e inmediatamente se puso a trabajar en la ópera. La estructura formal de la obra era muy apta para la adaptación musical. El propio Wilde describió Salomé como conteniendo "estribillos cuyos motifs recurrentes (énfasis de Wilde) la hacen muy parecida a una pieza de música y la junta como una balada".
Strauss compuso la ópera en alemán, y esta es la versión que se ha conocido mundialmente. Sin embargo, en 1930, Strauss hizo una versión alternativa en francés, que es menos conocida hoy en día, aunque fue repuesta en Lyon en 1990, interpretaciones que fueron grabadas por Kent Nagano con Karen Huffstodt en el rol titular y José van Dam como Jochanaan.

### Representaciones
La combinación del tema bíblico cristiano, lo erótico y lo criminal, que tanto atrajeron a Wilde en la historia, horrorizó al público operístico desde la primera aparición. Algunos de los intérpretes originales eran reacios a manejar el material tal como estaba escrito y la Salomé, Marie Wittich, "rechazó representar la "danza de los siete velos", creando así una situación en la que una bailarina tenía que danzar en lugar de ella. Se representó por vez primera en la Königliches Opernhaus de Dresde el 9 de diciembre de 1905, y en los dos años siguientes, se dio en otros cincuenta teatros de ópera.
A pesar de la popularidad que disfruta en la actualidad, la ópera no fue bien recibida en su época. Salomé fue prohibida en Londres por la oficina del Lord Chambelán hasta 1907. Cuando se estrenó en el de Londres bajo la dirección de Thomas Beecham el 8 de diciembre de 1910, fue modificada, para gran enfado de Beecham, y posteriormente entretenimiento. En Nueva York, el estreno tuvo lugar el 22 de enero de 1907 después de lo cual, debido a presiones de los ricos mecenas, el Metropolitan Opera House de Nueva York cancela todas las presentaciones después del estreno, incluso las que estaban contratadas para que las dirigiera el mismo Strauss. Estos patronos rogaron al visitante Edward Elgar que liderara las objeciones a la obra, pero él lo rechazó rotundamente, afirmando que Strauss era "el genio más grande de la época". Gustav Mahler no pudo obtener el consentimiento del censor de Viena para representarla allí, pero al final se estrenó en 1918.
Hoy, Salomé es parte del repertorio más generalizado; hay varias grabaciones de audio y vídeo, y se presenta regularmente en los teatros de ópera. En las estadísticas de Operabase aparece la n.º 32 de las cien óperas más representadas en el período 2005-2010, siendo la 3.ª en Alemania y la primera de Richard Strauss.

## Personajes
| Personajes                                                                              | Tesitura      | Elenco del estreno, 9 de diciembre de 1905 Director: Ernst von Schuch |
| --------------------------------------------------------------------------------------- | ------------- | --------------------------------------------------------------------- |
| Salomé, hijastra (y sobrina) de Herodes                                                 | soprano       | Marie Wittich                                                         |
| Herodes, Tetrarca de Judea y Perea                                                      | tenor         | Karel Burian                                                          |
| Herodías, su esposa (y cuñada) madre de Salomé                                          | mezzosoprano  | Irene von Chavanne                                                    |
| Jochanaan (Juan el Bautista)                                                            | barítono      | Karl Perron                                                           |
| Narraboth, Capitán de la guardia                                                        | tenor         | Rudolf Ferdinand Jäger                                                |
| El paje de Herodías                                                                     | contralto     | Riza Eibenschütz                                                      |
| Primer judío                                                                            | tenor         | Hans Rüdiger                                                          |
| Segundo judío                                                                           | tenor         | Hans Saville                                                          |
| Tercer judío                                                                            | tenor         | Grosch                                                                |
| Cuarto judío                                                                            | tenor         | Anton Erl                                                             |
| Quinto judío                                                                            | bajo          | Léon Rains                                                            |
| Primer nazareno                                                                         | bajo          | Theodor Kruis                                                         |
| Segundo nazareno                                                                        | tenor         | Friedrich Plaschke                                                    |
| Primer soldado                                                                          | bajo          | Franz Nebuschka                                                       |
| Segundo soldado                                                                         | bajo          | Erwin                                                                 |
| Un capadocio                                                                            | bajo          | Ernst Wachter                                                         |
| Un esclavo                                                                              | soprano/tenor | Maria Keldorfer                                                       |
| Invitados reales (egipcios y romanos), y su séquito, sirvientes, soldados (todos mudos) |               |                                                                       |

## Argumento

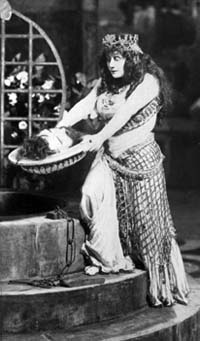
Olive Fremstad sosteniendo la cabeza de Juan el Bautista en la producción de 1907 de la Metropolitan Opera.

Una gran terraza en el Palacio de Herodes, por encima de una sala de banquetes. Algunos soldados se asoman a la balconada. A la derecha hay una gran escalera, a la izquierda, en el fondo, una vieja cisterna rodeada por un muro de bronce verdoso. La luna luce muy brillantemente.
Transcurre en una noche de luna llena en el palacio de emperador, durante el reinado de Herodes Antipas y narra la historia de Salomé y Juan el Bautista (Jokanaán).
Narraboth mira desde una terraza en el palacio de Herodes a una sala de banquetes a la bella princesa Salomé; está enamorado de ella, y la tiene divinizada, para gran temor y disgusto del paje de Herodías. Se oye la voz del profeta Jokanaán desde su prisión en la cisterna del palacio; Herodes le teme a él y ha ordenado que nadie contacte con él, incluyendo el Sumo Sacerdote de Jerusalén.

###### Hastiada de la fiesta que se celebra en palacio y sus invitados, la joven princesa de Judea, Salomé, huye de la terraza. Cuando oye a Jokanaán maldiciendo a su madre (Herodías), se suscita la curiosidad de Salomé. Pide ver al extraño prisionero que alojado en la cisterna proclama la llegada del Mesías. Los guardas del palacio no le obedecen sus petulantes órdenes, así que ella bromeando, consigue de Narraboth que le traiga a Jokanaán ante ella. A pesar de las órdenes que ha recibido de Herodes, Narraboth finalmente cede ante las promesas de ella de sonreírle.
Jokanaán sale de la cisterna y grita profecías en relación con Herodes y Herodías que nadie entiende excepto Salomé cuando el profeta se refiere a su madre. Al contemplarlo, Salomé siente un incontenible deseo por él, alabando su piel blanca y pidiendo tocarlo, pero él la rechaza. Ella entonces alaba su pelo negro, pidiéndole de nuevo tocarlo, pero de nuevo es rechazada. Al final ella pide un beso de los labios de Jokanaán y Narraboth, que no soporta oír esto, se suicida. Mientras devuelven a Jokanaán al pozo, reza por la salvación a través del Mesías.
Entra Herodes, seguido por su esposa y la corte. Se resbala en la sangre de Narraboth y comienza a sentir alucinaciones. Oye el batir de alas. A pesar de las objeciones de Herodías, Herodes mira fijamente y con lascivia a Salomé, quien lo rechaza. Jokanaán hostiga a Herodías desde el pozo, diciendo que es pecaminoso su incestuoso matrimonio con Herodes. Ella exige que Herodes lo silencie. Herodes se niega, y ella se burla de su temor. Cinco judíos discuten sobre la naturaleza de Dios. Dos nazarenos hablan de los milagros de Jesucristo; en un determinado momento, hablan de la resurrección de la Hija de Jairo de entre los muertos, algo que Herodes encuentra aterrador.
Herodes pide a Salomé que coma con él, que beba con él; indolentemente, ella lo rechaza dos veces, diciendo que no tiene hambre ni sed. Herodes entonces le pide que baile para él, Tanz für mich, Salome, aunque su madre pone objeciones. Él promete recompensar los deseos de su corazón, cualquier deseo que tenga, aunque sea la mitad de su reino.
Salomé le hace jurar que cumplirá su palabra, ella se prepara para la Danza de los siete velos. Esta danza, de una orquestación muy oriental, consiste en que ella lentamente se va quitando los velos uno a uno, hasta que queda desnuda a sus pies. Salomé pide su deseo: la cabeza del profeta en una bandeja de plata. Su madre se ríe socarronamente de placer.
Herodes intenta desesperadamente satisfacerla con otras cosas ofreciéndole joyas, pavos reales, y el velo sagrado del Templo. Pero ella está convencida de que lo único que desea es la cabeza del hombre. Permanece firme en su exigencia de la cabeza de Jokanaán. Finalmente Herodes accede.
La ejecución del Bautista es el punto álgido de la obra, no se ve en escena pero la orquesta es la encargada de registrar el momento. Después de un desesperado monólogo de Salomé, un guardia le entrega la cabeza en una bandeja. Salomé declara su amor a la cabeza cortada, besando finalmente los labios del profeta apasionadamente (Ich habe deinem Mund geküsst - "He besado tu boca") ante la mirada espantada de los presentes. En el momento en que la princesa besa la cabeza sangrante del profeta, disgustado, el aterrorizado y muy supersticioso Herodes ordena a los soldados que la maten.

## Instrumentación
La partitura está escrita para una gran orquesta formada por:
- Viento madera: 1 flautín, 3 flautas, 2 oboes, 1 corno inglés, 1 heckelfón, 1 clarinete en mi bemol, 2 clarinetes en si bemol y la, 1 clarinete bajo en si bemol, 3 fagotes, 1 contrafagot.
- Viento metales: 6 trompas en fa, do, mi, re, mi bemol y si, 4 trompetas en mi bemol, do, si bemol y fa, 4 trombones, 1 tuba.
- Percusión (8–9 intérpretes): 5 timbales, bombo, caja, platillos, triángulos, gong, pandereta, castañuelas, glockenspiel, xilófono.
- Teclados: celesta, armonio (fuera de escena), órgano (fuera de escena).
- Cuerda: 2 arpas y una sección de cuerdas con 16 violines I, 16 violines II, 10–12 violas, 10 violonchelos y 8 contrabajos.

## Música

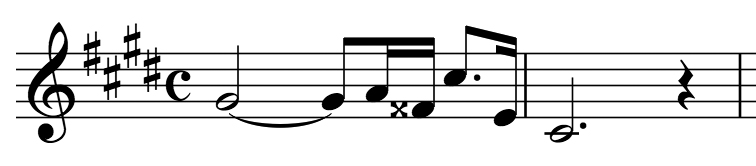
El leitmotif asociado con la propia Salomé.

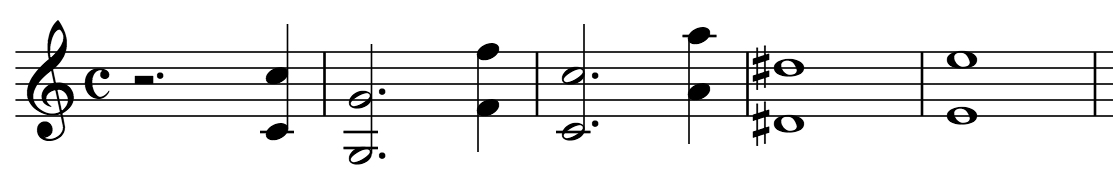
El leitmotif asociado a Jokanaén o profecía.

La música de Salomé incluye un sistema de leitmotifs, o breves melodías con significado simbólico. Algunas se asocian claramente con personas como Salomé o Jakanaán (Juan el Bautista). Otros son de un significado más abstracto. El uso que Strauss hace de los leitmotifs es complejo, pues tanto el simbolismo como la forma musical están sujetos a la ambigüedad y la transformación. Algunos leitmotifs, especialmente aquellos asociados a Herodes, cambian frecuentemente en forma y significado simbólico, haciendo inútil intentar darles un significado exacto. Strauss proporciona nombres para algunos de los leitmotifs, pero no de manera coherente, y otra gente ha asignado una variedad de nombres. Estos nombres a menudo ilustran la ambigüedad de ciertos leitmotifs. Por ejemplo, las etiquetas de Gilman tienden a ser abstractas (como "Ansiedad", "Enfado", y "Miedo"), mientras que Roese es más concreto (llama al tema "Miedo" de Gilman "la escalera de Herodes"). Considerando la importancia del leitmotif asociado con Jokanaán, que tiene dos partes, Gilman llama a la primera parte "Jokanaán" y la segunda parte "Profecía", mientras que Roese los etiqueta al revés. Los nombres de los leitmotifs son comunes, pero no hay una autoridad definitiva. Derrick Puffett previene contra la idea de darle demasiado significado a ninguna de esas etiquetas. Además de los leitmotifs, hay muchos usos simbólicos del color musical en la música de la ópera. Por ejemplo, una pandereta suena cada vez que hay una referencia a la danza de Salomé.
La música es a ratos politonal, como durante las quejas de los sacerdotes judíos, y a ratos atonal, como durante el extenso e intenso monólogo final de Salomé. La armonía de Salomé usa amplia tonalidad, cromatismo, una amplia gana de tonalidades, inusuales modulaciones, ambigüedad tonal y politonalismo. Algunos de los personajes principales tienen tonalidades relacionadas con ellos, como Salomé y Jokanaán, así como ocurre con los principales temas psicológicos, como el deseo y la muerte.
Strauss escribió el libreto de la ópera, cortando en el proceso casi la mitad de la obra de Wilde, dejando la estructura dramática básica. La forma musical del libreto de Strauss sigue pautas muy marcadas, notablemente en el uso de simetría y en el agrupamiento jerarquizado de acontecimientos, pasajes y secciones en tríos. Ejemplos de esta estructura en tres partes incluyen el intento de Salomé de seducir a Narraboth, para conseguir que la deje ver a Jokanaán. Intenta seducirlo tres veces, y él se rinde a la tercera. Cuando llevan a Jokanaán ante Salomé él lanza tres profecías, después Salomé profesa amor por Jokanaán tres veces -amor a su piel, a su pelo y a sus labios, el último de los cuales provoca que Jokanaán la maldice. En la siguiente escena Herodes pide tres veces a Salomé que esté con él: para beber, comer y sentarse a su lado. Ella lo rechaza cada vez. Más tarde Herodes le pide que baile para él, de nuevo tres veces. Dos veces ella lo rechaza, pero a la tercera Herodes jura darle lo que ella quiera, y entonces ella acepta. Después de que ella baile y diga que quiere la cabeza de Jokanaán, Herodes, que no desea ejecutar al profeta, le hace tres ofertas: una esmeralda, pavos reales y finalmente, el velo del santuario del Sanctasanctórum. Salomé rechaza cada una de las tres ofertas, cada vez de manera más estridente, exigiendo la cabeza de Jokanaán. Agrupamientos en tres aparecen en niveles tanto superiores como inferiores.
En la escena final de la ópera, después de que Salomé bese la cabeza cortada de Jokanaán, la música llega a un clímax dramático, que acaba con una cadencia implicando un acorde poco ortodoxo muy disonante en el compás que precede a la marca de ensayo 361 de la partitura. Este único acorde ha sido ampliamente comentado. Se ha llamado "el acorde más repugnante de toda la historia de la ópera", una "disonancia que hace época con la que Strauss lleva a Salomé... a lo más profundo de la degradación", y "la quintaesencia de la Decadencia: aquí el éxtasis cae sobre sí mismo, despedazándose hacia el abismo". El acorde es politonal, con un la bajo7 (un acorde de séptima dominante) fundido con un acorde mayor más alto en fa sostenido. Forma parte de una cadencia en la tonalidad de do sostenido mayor y se acercan a él y se resuelve en acordes de do sostenido mayor. No sólo es el acorde horriblemente disonante, especialmente en su contexto musical y rica orquestación, tiene un significado más amplio debido en parte al cuidadoso uso que Strauss hace de las tonalidades y los leitmotifs para simbolizar los personajes de la ópera, emociones como el deseo, la lujuria, la repulsión y el horror, así como la fatalidad y la muerte. Se ha escrito mucho sobre este acorde en particular y su función dentro de la estructura formal a gran escala de toda la ópera.

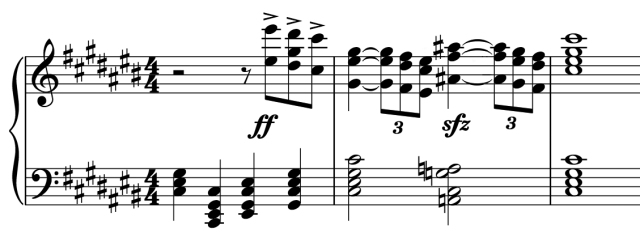
El famoso acorde disonante cerca del final de la ópera, marcado sfz en esta partitura para piano.

## El papel de Salomé
Según el deseo del compositor la cantante capaz de asumir exitosamente el papel debía tener La voz de una Isolda de dieciséis años, requerimiento imposible dado que no existe soprano dramática con el poderío vocal suficiente para interpretar a Salomé siendo joven. Las exigencias vocales del papel de Salomé son las mismas que las de Isolda, Brunilda, o Turandot, en que, de manera ideal, el papel exige el volumen, la resistencia y la potencia de una auténtica soprano dramática. El tema común de estos cuatro papeles es la dificultad de elegir una soprano ideal que tenga una voz verdaderamente dramático al tiempo que consigue parecer una mujer joven.
A pesar de todo, Maria Cebotari, Ljuba Welitsch, Birgit Nilsson, Leonie Rysanek, Éva Marton, Radmila Bakočević, Montserrat Caballé, Anja Silja, Phyllis Curtin, Karan Armstrong, Nancy Shade, Dame Gwyneth Jones, Catherine Malfitano, Hildegard Behrens, Maria Ewing y Karita Mattila se encuentran entre las más memorables intérpretes del papel en el último medio siglo. Cada una de estas cantantes ha proporcionado su propia interpretación del rol titular. Quizá la grabación más famosa de la ópera es la de Sir Georg Solti para Decca con Birgit Nilsson como Salomé. Fue una destacada Salomé la exuberante soprano búlgara Ljuba Welitsch (1913-1996), cuyo timbre se acercaba al pedido de Strauss. Welitsch cantó Salomé en Viena dirigida por el mismo Strauss en 1944 convirtiéndose en sensación internacional. Debutó en el Covent Garden de Londres en una producción dirigida por Peter Brook con decorados de Salvador Dalí y en el Metropolitan Opera en 1949 dirigida por Fritz Reiner en una de las veladas más recordadas en la historia del teatro.
La combinación de timbre y poderío vocal utilizado por Welitsch marca la norma que cautelosamente siguieron sus sucesoras Astrid Varnay, Birgit Nilsson, Anja Silja, Leonie Rysanek, Inge Borkh, Cheryl Studer, Teresa Stratas, Catherine Malfitano y otras.
Además de las exigencias vocales y físicas, el papel también exige la agilidad y la gracia de una prima ballerina cuando se interpreta la famosa Danza de los siete velos. Encontrar a un individuo con todas estas cualidades es extremadamente desalentadora. Debido a la complejidad de las demandas del papel, algunas de sus intérpretes se han centrado en lo vocal optando dejar la danza para dobles que sean bailarinas profesionales. Otras han optado por combinar los dos e interpretar la danza ellas mismas, que es lo más próximo a las intenciones de Strauss. En cualquier caso, al final de la "Danza de los siete velos", algunas sopranos (o sus dobles) llevan un body color carne debajo de los velos, mientras que otras (particularmente, Malfitano, Mattila y Ewing) han aparecido desnudas al final del baile.
Por lo que se refiere al registro vocal del rol titular, es un caso extraordinario: la nota más alta es el si alto, no es raro que lo cante una soprano o mezzosoprano, mientras que la nota más baja es el sol bemol bajo, en una tesitura de contralto y oficialmente por debajo del rango estándar para una mezzosoprano. Considerando esta tesitura, que es parecida a muchos papeles de mezzo (como Carmen y Amneris), uno podría asumir que una soprano alta no es esencial para la pieza, pero sí lo es; la mayor parte de las sopranos relativamente graves que han intentado el papel se encuentran forzando sus voces a lo largo de toda la ópera, y al alcanzar la escena final (la más importante de la ópera para el rol titular) están muy fatigadas. Este papel es el ejemplo clásico de la diferencia entre tesitura y rango absoluto: mientras hay mezzos que pueden interpretar una nota alta (como "Carmen"), o incluso temporalmente sostener una tesitura alta, es imposible para una cantante pasar tanto tiempo (con la necesaria fuerza y control de la respiración) en la segunda octava por encima del do medio a menos que sea una soprano aguda. Más aún, la nota de sol bemol bajo aparece dos veces en la ópera, y en ambos casos es en pp—más un efecto teatral que musical—y puede ser gruñido más que cantado. Las otras notas bajas requeridas no bajan de la natural grave, y también son suaves.

## Discografía selecta
Esta es una discografía parcial de la ópera.

### CD
| Año  | Elenco (Salomé, Jokanaán, Herodes, Herodías, Narraboth)                                      | Director y orquesta | Sello discográfico                             |
| ---- | -------------------------------------------------------------------------------------------- | --- | ---------------------------------------------- |
| 1947 | Maria Cebotari, Marko Rothmüller, Julius Patzak, Elisabeth Höngen, Karl Friedrich            | Clemens Krauss, Filarmónica de Viena (Grabación en vivo de la Ópera Estatal de Viena en la Royal Opera House, el 30 de septiembre)   | Audio CD: Gebhardt Cat: JGCD 0011              |
| 1949 | Ljuba Welitsch, Herbert Janssen, Frederick Jagel, Kirsten Thorborg, Brian Sullivan           | Fritz Reiner Orquesta de la Metropolitan Opera House (Grabación en vivo en la Metropolitan Opera House el 12 de marzo)               | Audio CD: Gebhardt Cat: JGCD 0013              |
| 1951 | Inge Borkh, Hans Hotter, Max Lorenz, Irmgard Barth, Lorenz Fehenberger                       | Joseph Keilberth Orquesta Estatal de Baviera                                                                                         | Audio CD: Cantus Classics Cat: 500705          |
| 1952 | Inge Borkh, Ferdinand Frantz, Max Lorenz, Margarete Klose, Franz Fehringer                   | Karl Schröder Orquesta Sinfónica de la Radiodifusión de Hesse                                                                        | Audio CD: Myto Cat: 00211                      |
| 1952 | Ljuba Welitsch, Hans Hotter, Set Svanholm, Elisabeth Höngen, Brian Sullivan                  | Fritz Reiner, Metropolitan Opera (Grabación de una interpretación en el MET, 19 de enero)                                            | Audio CD: Walhall Cat: WLCD 0201               |
| 1961 | Birgit Nilsson, Eberhard Wächter, Gerhard Stolze, Grace Hoffman, Waldemar Kmentt             | Georg Solti Filarmónica de Viena | Audio CD: Decca Cat: 475 7528; 000692102 (USA) |
| 1970 | Dame Gwyneth Jones, Dietrich Fischer-Dieskau, Richard Cassilly, Mignon Dunn, Wieslaw Ochmann | Karl Böhm Orquesta de la Ópera Estatal de Hamburgo (Grabación de una interpretación en la Ópera Estatal de Hamburgo, 4 de noviembre) | Audio CD: Deutsche Grammophon Cat: 445 319-2   |
| 1972 | Leonie Rysanek, Eberhard Wächter, Hans Hopf, Grace Hoffman, Waldemar Kmentt                  | Karl Böhm Filarmónica de Viena (Grabación de una interpretación en la Ópera Estatal de Viena, 22 de diciembre)                       | Audio CD: Opera d'Oro Cat: OPD 7004            |
| 1974 | Teresa Stratas, Bernd Weikl, Hans Hopf, Astrid Varnay, Wieslaw Ochman, Hanna Schwarz         | Karl Böhm Filarmónica de Viena | DVD: Deutsche Grammophon Cat: DG 000907209     |
| 1977 | Hildegard Behrens, José van Dam, Karl-Walter Böhm, Agnes Baltsa, Wiesław Ochman              | Herbert von Karajan Filarmónica de Viena (Grabación de una representación en el Festival de Salzburgo, 26 de julio)                  | Audio CD: Celestial Audio Cat: CA 645          |
| 1990 | Jessye Norman, James Morris, Walter Raffeiner, Kerstin Witt, Richard Leech                   | Seiji Ozawa Orquesta Estatal Sajona de Dresde                                                                                        | Audio CD: Philips Cat: 432 153-2               |
| 1991 | Cheryl Studer, Bryn Terfel, Horst Hiestermann, Leonie Rysanek, Clemens Bieber                | Giuseppe Sinopoli Orquesta de la Deutsche Oper Berlin                                                                                | DVD: Warner Music Vision Cat: 9031-73827-2     |
| 1991 | Karen Huffstodt, José van Dam, Jean Dupouy, Hélène Jossoud, Jean-Luc Viala                   | Kent Nagano Orquesta de la Ópera de Lyon (Una grabación de la versión en francés)                                                    | Audio CD: Virgin Classics Cat: VCD7 91477-2    |
| 1997 | Catherine Malfitano, Bryn Terfel, Kenneth Riegel, Anja Silja, Robert Gambill                 | Christoph von Dohnányi Orquesta de la Royal Opera House                                                                              | DVD: Decca Cat: 074105-9                       |

### DVD
- 1974 – Teresa Stratas, Astrid Varnay, Hans Beirer, Wieslaw Ochmann, Bernd Weikl, Filarmónica de Viena, Karl Böhm, Götz Friedrich.

- 1991 – Catherine Malfitano, Leonie Rysanek, Horst Hiestermann, Clemens Bieber, Simon Estes, Ópera Alemana de Berlín, Giuseppe Sinopoli.

- 1992 – Maria Ewing, Gillian Knight, Kenneth Riegel, Robin Leggate, Michael Devlin, Royal Opera House, Edward Downes.

- 1997 – Catherine Malfitano, Anja Silja, Kenneth Riegel, Robert Gambill, Bryn Terfel, Royal Opera House, Cristoph von Dohnányi, Luc Bondy.

- 2007 – Nadja Michael, Iris Vermillion, Peter Bronder, Matthias Klink, Falk Struckmann, La Scala de Milán, Daniel Harding, Luc Bondy.

- 2008 – Nadja Michael, Michaela Schuster, Thomas Moser, Joseph Kaiser, Michael Volle, Royal Opera House, Philippe Jordan, David McVicar.